# Boštjan Nachbar
Boštjan Nachbar (ur. 3 lipca 1980 w Slovenj Gradcu) – Słoweński koszykarz, występujący na pozycjach niskiego lub silnego skrzydłowego, wielokrotny mistrz rozmaitych lig narodowych.
Wybrany w pierwszej rundzie draftu 2002 z numerem 15 przez Houston Rockets. Wystąpił w 17 spotkaniach reprezentacji Słowenii. Zanim trafił do NBA grał w europejskich drużynach: KK Olimpija i Benetton Treviso, z którymi występował w Eurolidze.

## Osiągnięcia
Na podstawie, o ile nie zaznaczono inaczej.

### NBA
- Lider play-off w skuteczności rzutów wolnych (2007)[5]

### Drużynowe
- Mistrz:
  - Włoch (2002)
  - Słowenii (1998)
  - Niemiec (2013)
  - Hiszpanii (2014)
- Wicemistrz:
  - VTB (2012)
  - Turcji (2010)
  - Hiszpanii (2015)
  - Słowenii (2000)
- Brąz Euroligi (2002, 2014)
- 4. miejsce:
  - w VTB (2009)
  - podczas mistrzostw Turcji (2011)
- Zdobywca:
  - pucharu Słowenii (1998)
  - superpucharu:
    - Włoch (2001)
    - Turcji (2009, 2010)
    - Niemiec (2012)
- Finalista:
  - pucharu:
    - Słowenii (2000)
    - Hiszpanii (2014, 2015)

  - superpucharu Hiszpanii (2013, 2014)

### Indywidualne
- MVP:
  - miesiąca ACB (marzec 2016)
  - 7. kolejki Euroligi (2013/2014)
- Uczestnik meczu gwiazd:
  - ligi:
    - słoweńskiej (1999, 2000)
    - tureckiej (2011)
    - niemieckiej (2013)

  - młodych talentów - Nike Hoop Summit (1999[6], 2000[7])
- Zaliczony do I składu EuroCup (2009)

### Reprezentacja
Seniorów
- Uczestnik mistrzostw:
  - świata (2006 – 9. miejsce, 2010 – 8. miejsce)
  - Europy (2003 – 10. miejsce, 2005 – 6. miejsce, 2009 – 4. miejsce, 2013 – 5. miejsce)

Młodzieżowe
- Mistrz Europy U–20 (2000)
- Uczestnik:
  - mistrzostw Europy U–22 (1996 – 7 .miejsce)
  - kwalifikacji do Eurobasketu:
    - U–22 (1998)
    - U–18 (1996, 1998)

## Rekordy
- Punkty: 26 (vs. Toronto Raptors 14.02.2007)
- Zbiórki: 10 (2 razy)
- Asysty: 6 (2 razy)
- Przechwyty: 3 (3 razy)
- Bloki: 2 (5 razy)
- Minuty: 41 (vs. Seattle SuperSonics 12.04.2004)

## Zarobki
- 2006 – 2007: 2 500 000 $
- 2007 – 2008: 2 500 000 $